# Lejla Abbasová
Lejla Abbasová, née le 14 février 1980 à Prague, est une présentatrice, danseuse, mannequin, militante, actrice tchèque et ancienne porte-parole du ministre des Droits humains et des Minorités.

## Biographie
Son père est soudanais et sa mère tchèque. Elle est diplômée d'un lycée puis poursuit ses études dans une haute école professionnelle, où elle étudie le travail social et la théologie. Elle ne termine pas ses études. Dès l'enfance, elle exprime des sensibilités sociales : elle aide les sœurs franciscaines, qui s'occupent des enfants abandonnés.

## Carrière

### Présentatrice
Dès l'âge de dix-huit ans, elle commence à travailler comme présentatrice. Elle débute sur Galaxie TV, où elle anime la version tchèque de la chaîne étrangère MTV. Son deuxième emploi est à la chaîne de télévision TV3, où elle anime des reportages de divers clubs. Elle travaille aussi pour la chaîne de télévision musicale Óčko (cs) comme scénariste. En 2005, elle anime la séance nocturne de l'émission de téléréalité Big Brother (cs) sur TV Nova (cs). Elle anime l'émission pour femmes Sama doma (cs) à la télévision tchèque.

### Porte-parole
À 21 ans, elle devient porte-parole de la Ligue des minorités ethniques, grâce à laquelle elle se familiarise avec le sujet des adoptions à distance.
Entre 2009 et 2010, elle travaille comme porte-parole et conseillère du ministre des Droits humains et des Minorités nationales, Michael Kocáb,.

### Actrice
Elle obtient un petit rôle dans le film américain Les Chroniques de Narnia. Sur la scène du théâtre de Hradec Králové, elle est auditionnée pour le rôle de Juliette dans une pièce basée sur le roman Méphisto. Elle a également joué dans des publicités et des vidéoclips.

## Récompenses et distinctions
Elle est marraine du International Duke of Edinburgh Award, un prix international qu'elle obtient pour l'innovation sociale SozialMarie en 2017 et d'autres projets à but non lucratif.

### Parrainage d'enfants
Depuis 2001, elle s'implique également dans des projets d'adoption à distance, elle a travaillé comme déléguée au sein de ce programme pendant six mois au Kenya.

### Fonds de dotation Asante Kenya

#### Asante Kenya
Elle a travaillé comme coordinatrice d'adoption à distance pour Kenya pendant environ 5 ans. Grâce à ce programme, elle a vécu au Kenya pendant six mois. Un fonds de dotation nommé Asante Kenya est alors créé à son initiative. Ses activités se concentrent sur des projets liés à l'éducation, le fonds a soutenu progressivement 19 projets, parmi lesquels principalement des écoles (il a entre autres financé la construction ou l'achèvement de 5 écoles), mais aussi un internat éducatif venant en aide aux filles fuyant l'excision, une salle d'informatique pour les enfants des bidonvilles. Le fonds a également soutenu des projets agricoles et a fondé, avec ops Njovu, une boutique en ligne de bijoux africains, Imana.cz.
Depuis 2013, le fonds de dotation coopère avec l'organisation à but non lucratif RedTribe, active à la frontière entre le Kenya et la Tanzanie, Loita Hills. Asante Kenya soutient non seulement l'Académie Maasai, une école créée par Redtribe, mais également le projet de bijoux Redtribe Beadwork en collaboration avec la marque tchèque de perles Preciosa. Asante Kenya est également à l'origine du projet agricole Shamba, qui vise à améliorer le contenu nutritionnel des repas des élèves de l'Académie Maasai. Il a fourni des produits hygiéniques menstruels à l'Académie Maasai et à d'autres écoles, ce qui a entraîné une augmentation rapide du nombre de filles achevant l'enseignement primaire. Grâce au Honey Project, qui a nécessité l'acquisition de 25 ruches, la communauté obtient non seulement du miel et d'autres produits apicoles, mais protège également les colonies d'abeilles sauvages. Un autre objectif d'Asante Kenya est la création d'un centre de formation professionnelle, qui comprend une école de menuiserie (programme certifié de deux ans) avec une formation « d'apprenti » en boulangerie.
Un nouveau calendrier a été créé pour 2009 du photographe Jakub Ludvík avec des photos prises au Kenya dans des lieux non accessibles au public.

## Vie privée
Elle a un fils avec Michael Kocáb, la relation avec Kocáb ayant pris fin en 2015. Avec son partenaire turc Volkan Kaynak, elle a une fille et des jumeaux.